# Badachu

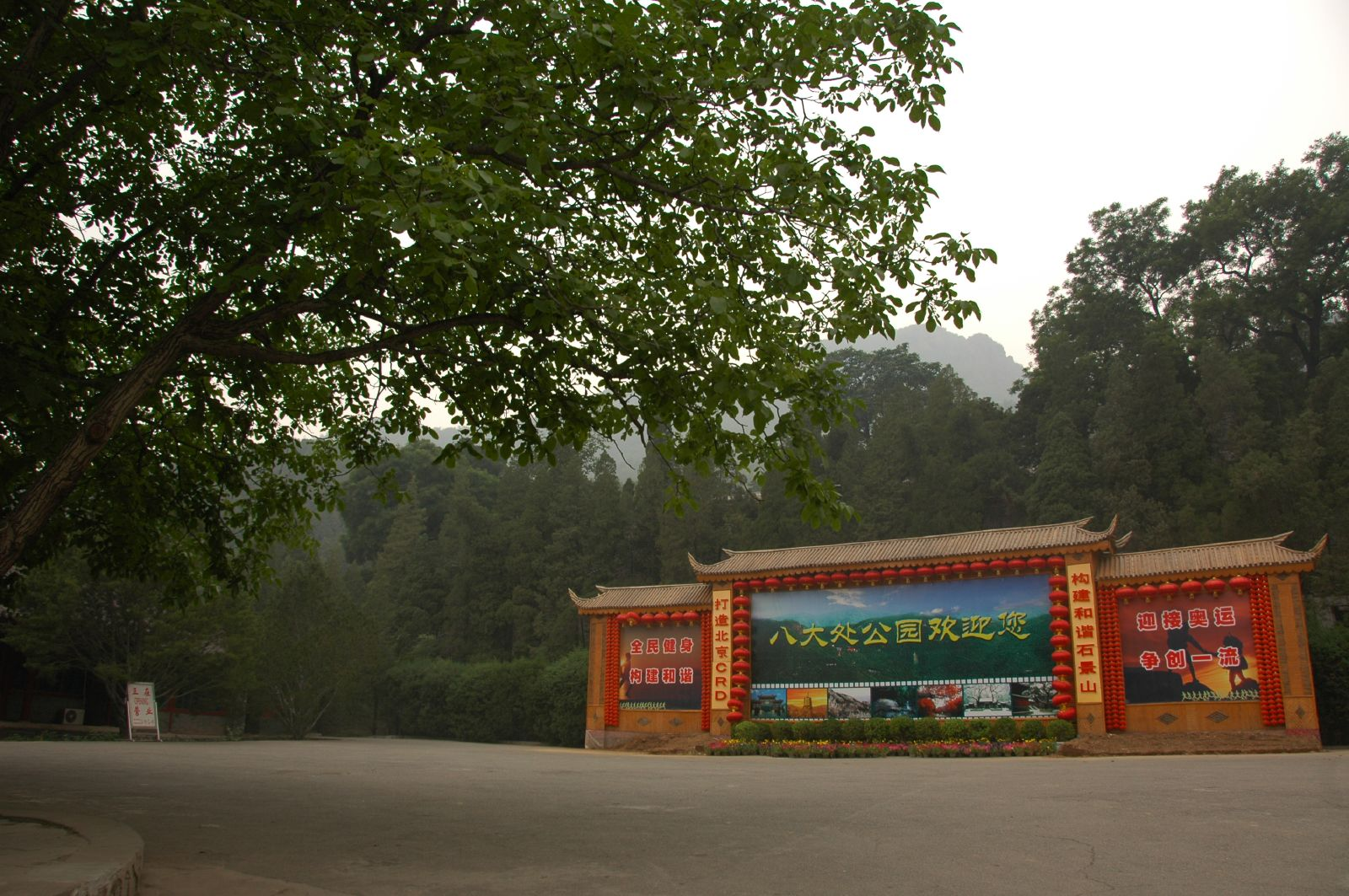
Wejście na teren kompleksu

Badachu (chin. upr. 八大处, chin. trad. 八大處, pinyin Bādàchǔ, dosł. Osiem Wielkich Miejsc) – zespół ośmiu buddyjskich sanktuariów znajdujący się w Pekinie, u południowego podnóża Zachodnich Wzgórz, około 25 kilometrów od centrum miasta, 8 kilometrów na południe od parku Xiangshan. Obejmuje powierzchnię 250 hektarów, porośniętych w większości lasem. Najwyższy punkt parku ma wysokość 464 m.

## Świątynia Wiecznego Spokoju (长安寺, Chang’ansi)
39°57′02″N 116°10′49″E/39,950556 116,180278
Znajdująca się u podnóża szczytu Cuiwei, około kilometr na południe od wejścia na właściwy teren Badachu świątynia została wzniesiona w 1504 roku. Składa się z dwóch pawilonów, z których jeden poświęcony jest Buddzie Siakjamuniemu, zaś drugi żeńskiemu bóstwu Niangniang. W pawilonie Buddy Siakjamuniego czczony jest także Guan Yu, deifikowany generał z Epoki Trzech Królestw. W świątyni znajduje się pochodzący z 1600 roku brązowy dzwon.

## Świątynia Boskiego Światła (灵光寺, Lingguangsi)
39°57′21″N 116°10′37″E/39,955833 116,176944

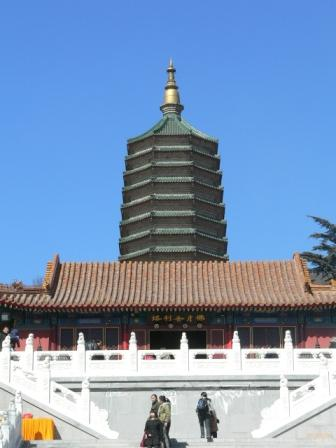
Świątynia Boskiego Światła

Najbardziej okazała ze świątyń została wzniesiona w latach 766-779. Pierwotnie składała się z pięciu dziedzińców, jednak do naszych czasów zachowały się jedynie trzy, co jest efektem zniszczeń dokonanych przez wojska cudzoziemskie podczas powstania bokserów. Zrównana z ziemią została wówczas m.in. ośmiokątna pagoda z 1071 roku, w której według przechowywany był jeden z zębów Buddy. Szczęśliwie przetrwał on zniszczenie i w 1955 roku został przeniesiony do świątyni Guangji. W 1956 roku na miejscu dawnej pagody wzniesiono nową. Obok świątyni znajduje się staw ze złotymi rybkami.

## Trzy Górskie Klasztory (三山庵, Sanshan’an)
39°57′26″N 116°10′36″E/39,957222 116,176667
Nieopodal Świątyni Boskiego Światła znajduje się pochodzący z 1151 roku żeński klasztor buddyjski. W rzeczywistości jest to niewielka budowla z jednym tylko dziedzińcem, zaś jej nazwa pochodzi od położenia pomiędzy wzgórzami Cuiwei, Pingpo i Lushi. W głównym pawilonie przechowywany jest posąg Buddy Siakjamuniego.

## Świątynia Wielkiej Litości (大悲寺, Dabeisi)
39°57′29″N 116°10′30″E/39,958056 116,175000
Wzniesiona w okolicy 1033 roku świątynia składa się z trzech dziedzińców. We frontowym pawilonie znajduje się 18 posągów arhatów. Dziedzińce porośnięte są drzewami; na ostatnim dziedzińcu znajduje się ponad 800-letni miłorząb.

## Świątynia Króla Smoka (龙泉庵, Longwangtang)
39°57′27″N 116°10′21″E/39,957500 116,172500
Usytuowana na północny zachód od Dabeisi została wzniesiona w 1425 roku jako żeński klasztor. W 1645 roku przy klasztorze odkryte zostało źródło, w związku z czym kompleks rozbudowano i dobudowano do niego świątynię.
Świątynia składa się z pięciu dziedzińców, porośniętych sosnami i cyprysami. Woda ze świątynnego źródła ceniona jest ze względu na bogactwo mikroelementów. W jednym z pawilonów zaparza się z niej herbatę.

## Świątynia Pachnącego Świata (香界寺, Xiangjiesi)
39°57′40″N 116°10′17″E/39,961111 116,171389
Zbudowana w latach 758-760 na wzgórzu Pingpo świątynia jest największym obiektem w całym kompleksie Badachu. Składa się z pięciu dziedzińców. W przeszłości służyła cesarzom za miejsce letniego wypoczynku, mieściła się w niej także biblioteka.

## Grota Drogocennej Perły (宝珠洞, Baozhudong)
39°57′47″N 116°10′09″E/39,963056 116,169167
Znajdująca się na szczycie wzgórza Pingpo, w obecnym kształcie została urządzona w 1780 roku. Wiedzie do niej droga ze Świątyni Pachnącego Świata, zwieńczona drewnianą bramą. Według legendy w grocie tej przez 40 lat mieszkał świątobliwy mnich Hai Xiu. Przed grotą znajduje się budynek świątynny oraz przypominający swoim wyglądem perłę kamień, który dał nazwę miejscu.

## Świątynia Czapki Buddy (正果寺, Zhengguosi)
39°57′37″N 116°10′52″E/39,960278 116,181111
Ostatnim elementem kompleksu jest znajdująca się na wzgórzu Lushi Świątynia Czapki Buddy, której początki sięgają czasów dynastii Sui.
Obok świątyni znajduje się grota, w której według legendy w VII wieku mieszkał mnich Lu Shi.